# Sissi, osudová léta císařovny
Sissi - Osudová léta císařovny, uváděno i pod názvem Sissi, císařovnina osudová léta, německy Sissi - Schicksalsjahre einer Kaiserin je rakouský romanticko-dramatický film z roku 1957 režiséra Ernsta Marischky s Romy Schneiderovou v hlavní roli. Jde o třetí díl ze známé rakouské trilogie o životě rakouské císařovny Alžběty Bavorské zvané Sissi (první díl Sissi z roku 1955, druhý díl Sissi, mladá císařovna z roku 1956).
Snímek nevychází z přesných historických dat a skutečný osud císařovny Alžbety Bavorské je zde podán velmi nevěrohodně a nepravdivě zejména co se týče přesné chronologie všech událostí.
Osu filmového příběhu zde tvoří náznam císařovnina usmíření s odbojnou maďarskou šlechtou, její sblížení s hrabětem Gyulou Andrássym, její velmi vážné onemocnění neznámou plicní chorobou, její následné dlouhodobé léčení na Madeiře a pozdější přesun do Řecka (Korfu, Athény) až po oficiální návštěvu severní Itálie (milánská La Scala), kde se opět setkává se svým chotěm rakouským císařem Františkem Josefem I. Závěr filmu je situován do italských Benátek, kde se opět setkává se svým dítětem.

## Hrají
- Romy Schneider: císařovna Alžběta Bavorská
- Karlheinz Böhm: císař František Josef I.
- Magda Schneider: vévodkyně Ludovika Bavorská
- Gustav Knuth: vévoda Max Bavorský
- Uta Franz: Princezna Helena Bavorská
- Walther Reyer: Hrabě Gyula Andrássy
- Vilma Degischer: arcivévodkyně Sofie Bavorská
- Josef Meinrad: plukovník Böckel
- Senta Wengraf: hraběnka Bellegarde
- Erich Nikowitz: arcivévoda Franz-Karl
- Hans Ziegler: dvorní rada Dr. Seeburger
- Sonia Sorel: Henriette Mendelová
- Klaus Knuth: Princ Ludvík Bavorský
- Albert Rueprecht: arcivévoda Ferdinand-Max
- Peter Neusser: hrabě Batthyani
- Franca Parisi: Helena
- Egon von Jordan: Carlo
- Johannes Ferigo: hrabě Czaky
- Karl Fochler: hrabě Grünne
- Ida Gabor: Margit
- Walter Regelsberger: Fürst Windischgrätz
- Dolores Hubert: děvče v zahradě
- Guido Wieland: italský šlechtic
- Herbert Prikopa: účinkující ve Scale
- Oskar Wegrostek: Wirt
- Chariklia Baxevanos: Helena na Korfu
- Helene Lauterböck: hraběnka Esterházyová
- Susanne von Almassy
- Ingrid Oberleitner
- Dorothea Neffová
- Erik Frey
- Inge Holzleitner
- Brigitte Treichler
- Hans Unterkircher
- Karl Ehmann
- Josef Menschik
- Frank Steinberg
- Helga Jesch, dcera prince Ludvíka Bavorského
- Silvia Leier
- Sussie Nejedly